# Rundtjärnen (Edefors socken, Norrbotten)
Rundtjärnen är en sjö i Bodens kommun i Norrbotten och ingår i Råneälvens huvudavrinningsområde. Rundtjärnen ligger i Råneälven Natura 2000-område. Sjöns area är 0,037 kvadratkilometer och den befinner sig 184 meter över havet.